# International N. D. Kondratiev Foundation
Die International N. D. Kondratiev Foundation (IKF), zu deutsch Internationale N. D. Kondratieff Stiftung, ist eine Stiftung und ein Wirtschaftsforschungsinstitut mit Sitz in Moskau. Sie wurde 1992 auf einer internationalen Konferenz zu Ehren des russischen Wirtschaftswissenschaftlers Nikolai Kondratjew, dessen Geburtstag sich zum 100. Mal jährte, gegründet. Die Stiftung wird offiziell von der Russischen Akademie der Wissenschaften anerkannt. Gründungsvater war der Ökonom Leonid Iwanowitsch Abalkin.

## Aktivitäten
Die Aktivitäten der Stiftung lassen sich in drei Bereiche gliedern:
- Organisation internationaler Konferenzen, Tagungen und Kondratieff-Lesungen
- Koordination interdisziplinärer Forschungen auf Anfrage staatlicher Organisationen
- Durchführung internationaler Preisausschreibungen des Kondratieff-Preises

## Kondratieff-Preis
Im Jahre 1993 schuf die Stiftung gemeinsam mit der Russischen Akademie der Wissenschaften den Kondratieff-Preis, der seither in Gold-, Silber- und Bronze-Medaillen vergeben wird. Diese werden alle drei Jahre an nationale und internationale Wissenschaftler verliehen. Darüber hinaus werden auch Nachwuchsforscher geehrt.
Nach Wilhelm Krelle 1995 wurde 2007 als zweiter Deutscher Paul J. J. Welfens mit dem Preis ausgezeichnet.

### Medaillenträger
| Jahr | Gold                                                                                    | Silber                                                | Bronze                                             |
| ---- | --------------------------------------------------------------------------------------- | ----------------------------------------------------- | -------------------------------------------------- |
| 1995 | Sergei Glasjew Wilhelm Krelle                                                           | A. I. Subetto Cesare Marchetti                        | Wladimir Falzman Iwan Abramow                      |
| 1998 | Juri Wladimirowitsch Jakowez Giancarlo Pallavicini Michael Ellman                       | W. Gussarow P. Malyaska                               | T. G. Semenkowa A. W. Semenkow A. E. Kulinkowitsch |
| 2001 | Igor Wassilewitsch Bestuschew-Lada I. Lukin                                             | W. T. Rjasanow                                        | N. A. Makaschewa W. Barnett Warren Samuels         |
| 2004 | Alexander Granberg Boris Nikolajewitsch Kusyk Immanuel Wallerstein                      | Pawel Aleksandrowitsch Minakir Tessaleno Devezas      | L. W. Leskow Dmitry Konstantinowitsch Tschistilin  |
| 2007 | Ruslan Semjonowitsch Grinberg Alexander Jakowlewitsch Rubinstein Shuchen Liu            | W. I. Kuschlin Christopher Freeman Paul J. J. Welfens | W. D. Adrianow W. Klinow                           |
| 2010 | Vladimir Kvint Wjatscheslaw Konstantinowitsch Sentschagow P. N. Kljukin Masaaki Hirooka | Jerzy Kleer                                           |                                                    |
| 2012 | Askar Akajew Andrei Korotajew Leonid Grinin                                             | Carlota Pérez                                         | George Modelski                                    |